# Inter-Services Intelligence
L'Inter-Services Intelligence, o ISI (in urdu Bayna al-Khidmāti Mukhābarāt‎?), è la più importante e potente delle tre branche dei servizi di Intelligence del Pakistan. Dipendente dalle forze armate pakistane, essa è stata fondata nel 1948, alla nascita dello Stato pakistano, con il compito principale di coordinare le attività dei servizi segreti operanti nelle forze armate. L'ISI fu creata dall'ex maggiore generale del British Indian Army Sir Robert Cawthome, allora vice capo di stato maggiore dell'esercito pakistano.
Considerata uno «Stato nello Stato», l'ISI è sostenitrice di una politica talora contraria a quella indicata dal suo governo. I "fratelli" fondamentalisti che dirigono la Moschea Rossa a Islamabad sono anche, notoriamente, assai vicini all'ISI ed essa è stata esclusa dal Presidente dell'epoca, il gen. Pervez Musharraf, dall'azione militare che ha condotto all'assalto della Moschea Rossa nel luglio del 2007, a vantaggio dell'organizzazione rivale della Military intelligence.
Il gen. Musharraf ha sostituito il capo dell'ISI, il gen. Ashfaq Kiyani, col gen. Nadim Taj, antico segretario di Musharraf e parente della moglie di quest'ultimo, il 21 settembre 2007. Inoltre una purga è stata condotta nell'autunno del 2007 nel settore « antiterrorista » dell'ISI, giudicata vicina ai gruppi pro-Talebani. Nel gennaio 2012 il tenente generale Ahmed Shuja Pascià ha incontrato a Dubai Musharraf invitandolo a non rientrare in Pakistan, a riprova della ancora stretta vicinanza tra i vertici del servizio ed il precedente presidente. Fonti riportano di connessioni tra l'ISI ed Israele, ma con una smentita ufficiale da parte del servizio.

## Direttori
- Magg. Gen. Abu Bakr Osman Mitha
- Magg. Gen. Mohammad Akbar Khan
- Ten. Gen. Ghulam Jilani (1974 - 1980)
- Ten. Gen. Akhtar Abd ur-Rahman (1980 - 1987)
- Ten. Gen. Hamid Gul (1987 - 1989)
- Ten. Gen. Shams ur-Rehman Kallue (1989 - 1990)
- Ten. Gen. Asad Durrani (1990 - 1991)
- Ten. Gen. Javed Nasir (1991 - 1993)
- Ten. Gen. Javed Ashraf Qazi (1993 - 1995)
- Ten. Gen. Nasim Rana (1995 - 1998)
- Ten. Gen. Khwaja Zia ud-din (1998 - 1999)
- Ten. Gen. Mahmud Ahmad (ottobre 1999 - ottobre 2001)
- Ten. Gen. Ehsan ul-Haq (ottobre 2001 - 2004)
- Ten. Gen. Ashfaq Parvez Kayani (2004 - 2007)
- Ten. Gen. Nadim Taj (2007 - 2008)
- Ten. Gen. Ahmed Shujaʿ Pascià (2008 - 2012)
- Ten. Gen. Zahir ul-Islam (9 marzo 2012 - 2014)
- Ten. Gen. Rizwan Akhtar (22 settembre 2014 - 11 dicembre 2016)
- Ten. Gen. Navid Mukhtar (2016 - 2018)
- Ten. Gen. Asim Munir (2018 - 2019)
- Ten. Gen. Faiz Hamid (2019 - 2021)
- Ten. Gen. Nadim Anjum (2021 - 2024)
- Ten. Gen. Asim Malik (2024 - in carica)

## Organizzazione
Si articola su diversi grandi servizi:
- Joint Intelligence X (JIX)
- Joint Intelligence Bureau (JIB) : responsabile della raccolta delle informazioni provenienti da fonti non riservate (Open Source Intelligence, OSINT) e delle informazioni umane (HUMINT), sia all'interno sia all'esterno del Pakistan;
- Joint Counter Intelligence Bureau (JCIB) : responsabile del controspionaggio sia sul territorio pakistano, sia all'esterno di esso;
- Joint Intelligence North (JIN)
- Joint Intelligence Miscellaneous (JIM), responsabile della raccolta di informazioni, ed operazioni offensive all'estero[6], secondo l'ISI stessa solo in tempo di guerra[5]
- Joint Signal Intelligence Bureau (JSIB) : responsabile delle comunicazioni
- Joint Intelligence Technical (JIT)

## L'Afghanistan
Questo Servizio si è fatto conoscere a livello mondiale in occasione della guerra sovietico-afghana allorché, con CIA e sauditi, ha largamente aiutato e formato i mujahidin contro l'Armata Rossa sovietica e il governo afghano filo-sovietico dell'epoca.
Dopo aver sostenuto Gulbuddin Hekmatyar che non riuscì a prendere Kabul nel 1994, durante la guerra civile, esso formò e finanziò generosamente i Talebani.
Una tangibile prova della forte presenza dei servizi pakistani in Afghanistan si è avuta con la protesta ufficiale pakistana al momento del bombardamento statunitense condotto con missili Cruise ai danni dei campi diretti da Osama Bin Laden il 12 agosto 1998 e che uccise ben cinque ufficiali dell'ISI.